# Wapen van Dronrijp

Wapen van Dronrijp

Het wapen van Dronrijp is het dorpswapen van het Nederlandse dorp Dronrijp, in de Friese gemeente Waadhoeke. Het wapen werd in 2013 in de huidige vorm geregistreerd.

## Geschiedenis
Het wapen dateert van de 16e of 17e eeuw. Reeds in 1690 wordt het wapen omgeschreven: 2 ossen Dronrijps wapen, een schieren met een rooden, gekoppelt in ’t Rijppe-rey. De ossen in het wapen zouden verband houden met de stichting van de plaatselijke Salviuskerk. Daar men niet wist waar de kerk gebouwd moest worden, werden twee aan elkaar gebonden ossen losgelaten. De kerk werd gebouwd waar men de dieren de volgende dag aantrof.

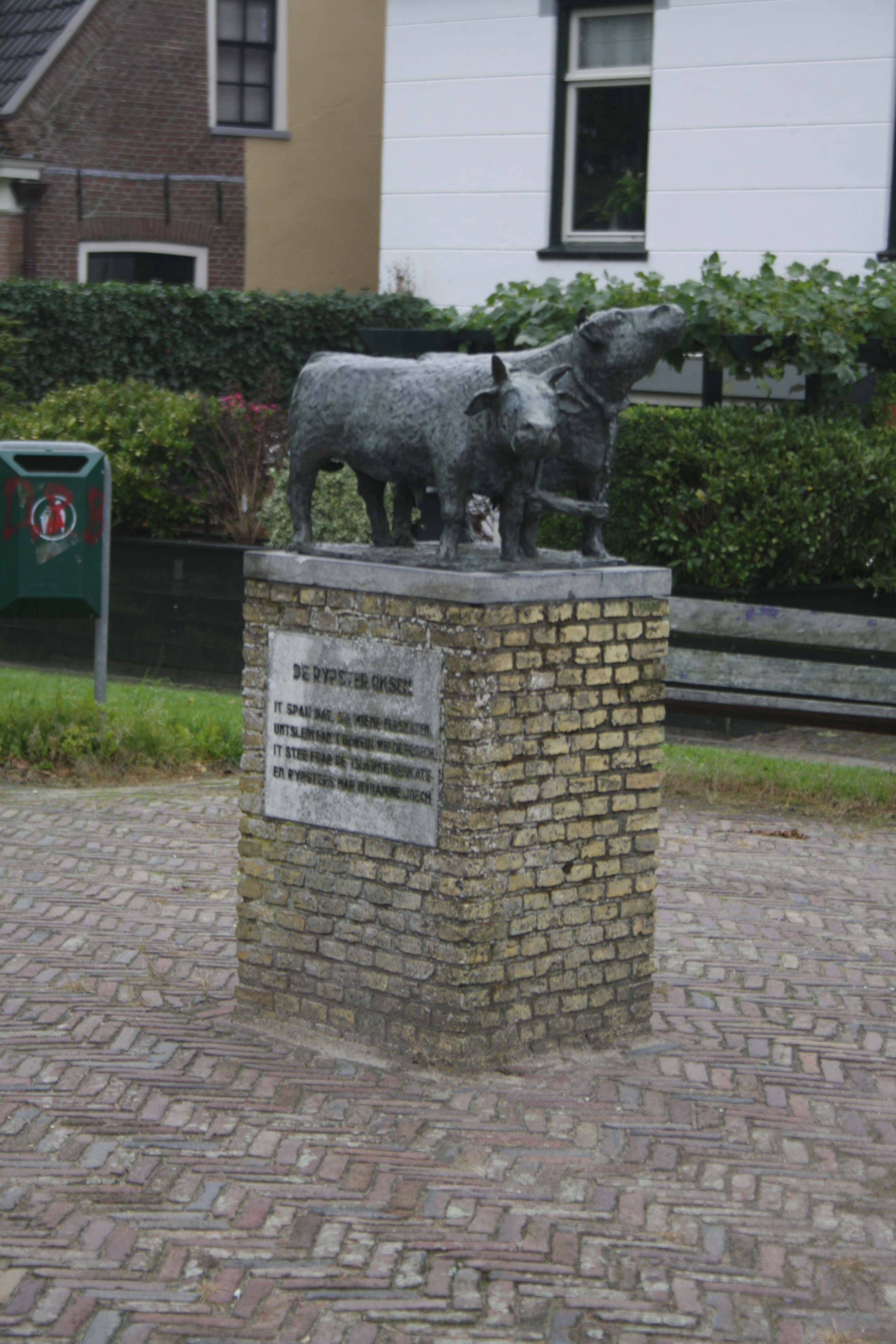
Een standbeeld van de "Rypster Oksen" in het dorp.

## Beschrijving
De blazoenering van het wapen in het Fries luidt als volgt:
yn sulver twa oranje, nei inoar takearde oansjende oksen, oan inoar keppele troch in swarte keppelstôk oan in swart helter, steande op in griene skyldfoet.
De Nederlandse vertaling luidt als volgt: 
in zilver twee oranje, naar elkaar toegekeerde aanziende ossen, aan elkaar gekoppeld door een zwarte koppelstok aan een zwart halster, staande op een groene schildvoet.
De heraldische kleuren zijn: zilver (zilver), oranje (oranje) en sinopel (groen).

## Zie ook

Vlag van Dronrijp